# Stefan Feiertag
Stefan Feiertag (Horn, 18 dicembre 2001) è un calciatore austriaco, attaccante del Saarbrücken in prestito dal Blau-Weiß Linz.

## Biografia
È cugino dei calciatori Christoph e Dominik Baumgartner.

## Carriera

### Club
Feiertag è cresciuto nei settori giovanili di Horn e St. Pölten. Nel 2019 è stato acquistato dall'Austria Vienna II dove ha giocato per la seconda squadra dal 2019 al 2021, quando è passato all'Amstetten. Dopo due stagioni in cui ha realizzato 29 gol in 59 partite di seconda divisione, è stato acquistato dal Blau-Weiß Linz appena promosso in Bundesliga. Ha esordito nella massima divisione austriaca il 29 luglio 2023 nell'incontro perso 2-1 contro il Wolfsberger.

### Nazionale
Ha giocato nelle nazionali giovanili austriache Under-15, Under-16, Under-17 ed Under-18.

## Statistiche

### Presenze e reti nei club
Statistiche aggiornate al 6 aprile 2024.
| Stagione        | Squadra           | Campionato      | Campionato | Campionato | Coppe nazionali | Coppe nazionali | Coppe nazionali | Coppe continentali | Coppe continentali | Coppe continentali | Altre coppe | Altre coppe | Altre coppe | Totale | Totale | Totale |
| Stagione        | Squadra           | Comp            | Pres       | Reti       | Comp            | Pres            | Reti            | Comp               | Pres               | Reti               | Comp        | Pres        | Reti        | Pres   | Reti   |        |
| --------------- | ----------------- | --------------- | ---------- | ---------- | --------------- | --------------- | --------------- | ------------------ | ------------------ | ------------------ | ----------- | ----------- | ----------- | ------ | ------ | ------ |
| 2019-2020       | Austria Vienna II | 2L              | 17         | 2          |                 | -               | -               |                    | -                  | -                  |             | -           | -           | 17     | 2      |        |
| 2020-2021       | Austria Vienna II | 2L              | 21         | 3          |                 | -               | -               |                    | -                  | -                  |             | -           | -           | 21     | 3      |        |
| ago. 2021       | Austria Vienna II | 2L              | 4          | 0          |                 | -               | -               |                    | -                  | -                  |             | -           | -           | 4      | 0      |        |
| 2021-2022       | Amstetten         | 2L              | 25         | 13         | CA              | 2               | 0               |                    | -                  | -                  |             | -           | -           | 27     | 13     |        |
| 2022-2023       | Amstetten         | 2L              | 28         | 16         | CA              | 1               | 0               |                    | -                  | -                  |             | -           | -           | 29     | 16     |        |
| 2023-2024       | Blau-Weiß Linz    | BL              | 25         | 1          | CA              | 3               | 1               |                    | -                  | -                  |             | -           | -           | 28     | 2      |        |
| Totale carriera | Totale carriera   | Totale carriera | 120        | 35         |                 | 6               | 1               |                    | -                  | -                  |             | -           | -           | 126    | 36     |        |